# Gutenbergia
Gutenbergia é um género de plantas espermatófitas pertencente à família Asteraceae. que pode ser encontrada na africa